# Stadtmuseum Meißen

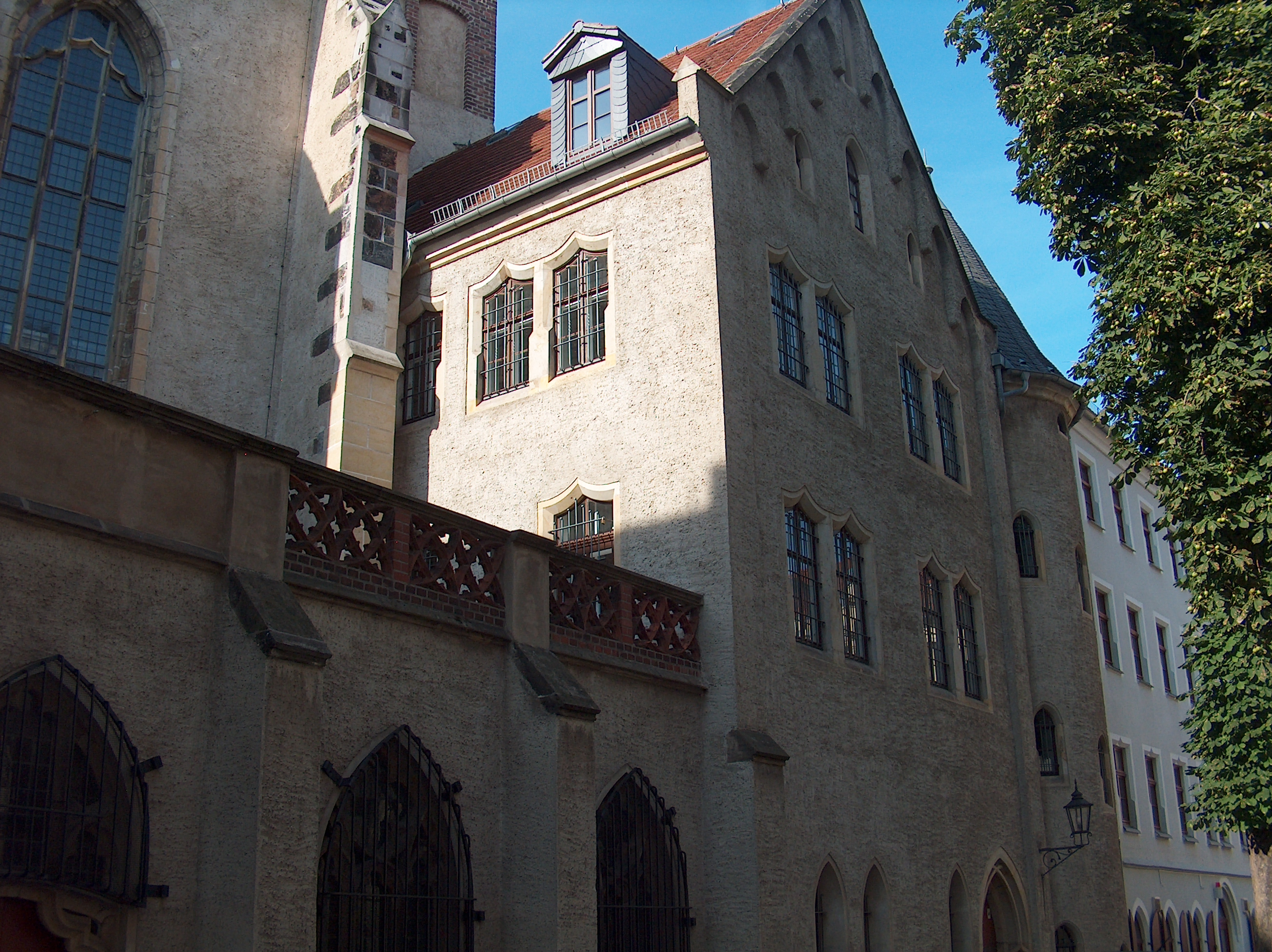
Gebäude des Stadtmuseums

Das Stadtmuseum Meißen ist ein Museum in Meißen.
Die Einrichtung wird von der Stadt Meißen getragen und eröffnete im Jahr 1901. Ihre Aufgaben sind Kultur- und Heimatpflege einschließlich der Geschichtsforschung. Es ist im Neogotischen Haus, dem Kreuzgang und der ehemaligen Kirche St. Peter und Paul des Franziskanerklosters am Heinrichsplatz in der Meißner Altstadt untergebracht. Daneben gehörte von 1997 bis 2012 das Torhaus am Domplatz zu der Einrichtung. Das Museum zeigt die Meißner Wirtschafts-, Rechts- und Kunstgeschichte und hat als Schwerpunkt die Keramik- und Porzellanerzeugung in der Region. Es wurde in den 1930er Jahren mit Teilen der Sammlung Max Andrä-Seebschütz (ur- und frühgeschichtlich) und später mit der Sammlung von Otto Horn (sakrale Skulpturen aus Mittelalter und Neuzeit) erweitert.
Das Museum bietet neben Sonderausstellungen und der traditionellen Weihnachtsausstellung auch museumspädagogische Angebote und Führungen nach Anmeldung, sowie folgende Dauerausstellungen an:
- Meißen als Wiege Sachsens
- Historische Grabdenkmäler aus vier Jahrhunderten (im Kreuzgang)
- Die Nibelungen – Originalzeichnungen von Julius Schnorr von Carolsfeld (in der ehemaligen Kirche)
- Meißner Kleinstadtidylle zu Ludwig Richters Zeiten (bis 2012 im Torhaus)

Darüber hinaus sind Depotführungen in der Roten Schule möglich.

## Sonderausstellungen
- 17. Juli 2021 – 31. Oktober 2021 „Gesichter und Geschichten. Meissner Manufakturisten in Fotografien von Gerhard Weber“[5]
- 28. November 2020 – 31. Oktober 2021 „Silberglanz und weiße Erde. Bergbau in Meißen und im Meißner Land“[5]
- 4. April 2020 – 1. November 2020 „In Freud und Leid zu jeder Zeit“ – Meißner Vereine zwischen 1735 und 1945
- 20. November 2019 – 23. Februar 2020 Achtung Hochspannung! Experimente und Entdeckungen vom Blitz zum Motor[5]
- 8. Juni 2019 – 3. November 2019 Werkbund. Bauhaus? Art Déco! – Architektur und Produktgestaltung in Meißen[6]
- 9. März 2019 – 19. Mai 2019 Louise Otto-Peters zum 200. Geburtstag. Meißen im 19. Jahrhundert[7]
- 11. Oktober 2018 – 17. Februar 2019 Als Papier noch Luxus war. 225 Jahre Brück & Sohn in Meißen
- 18. Mai 2018 – 23. September 2018 „Bitte nicht füttern – Tiere in der Bildenden Kunst“[8]
- 10. März 2018 – 4. Mai 2018 „Murmelbahnen Teil II“, von Ortwin Grüttner[9]
- 22. November 2017 – 25. Februar 2018 „Kinder in Fahrt – 100 Kinderwagen im Stadtmuseum Meißen“[10]
- 8. April 2017 – 5. November 2017 „Luther, Lieder und Kanzlei“, Beitrag zum Lutherjahr[10]
- 16. November 2016 – 26. Februar 2017 Puppen im Film & ein Kaiser-Panorama[11]
- 2. Juli 2016 – 31. Oktober 2016 „Erstmals freiwillig! 175 Jahre Freiwillige Feuerwehr Meißen“[5]
- 19. März 2016 – 19. Juni 2016 "A & Z 400 Jahre Arita-Porzellan/Japan 85. Geburtstag Ludwig Zepners(1931 – 2010)"[5]
- 18. November 2015 – 31. Januar 2016 „Murmelbahnen“ von Ortwin Grüttner[5]
- 31. März 2015 – 1. November 2015 „Porzelliner auf künstlerischen Abwegen – eine Künstlerszene der Provinz. Sonderausstellung zum 250. Geburtstag von Friedrich August Nagel“[5]
- 19. November 2014 – 22. Februar 2015 „Kinderspielzeug der DDR“ Sammlung von Eric Palitzsch[5]
- 9. Mai 2014 – 2. November 2014 „Die Elbe…Landschaft und Naturraum/ Die Elbe aus der Luft“[5]
- 4. Februar 2014 – 27. April 2014 „Leonardo da Vincis Maschinen“[5]
- 20. November 2013 – 19. Januar 2014 „Die Bären sind los“ – Brigitte Sprenger[5]
- 15. Juni 2013 – 03. November 2013 „Gründung der Meißner Ofenfabrik von Carl Teichert vor 150 Jahren“[5]
- 28. Mai 2013 – 14. Juli 2013 „Herbert Aschmann zum 100. Geburtstag“[5]
- 02. März 2013 – 26. Mai 2013 „Porzellan – Keramik - Meißen“[5]
- 21. November 2012 – 17. Februar 2013 „Sandmann, lieber Sandmann…“[5]
- 29. Juni 2012 – 31. August 2012 Fotoausstellung „Wasserzeichen 2002“[5]
- 19. Mai 2012 – 31. Oktober 2012 „Auf Achse – Meißen als Verkehrsknotenpunkt in Zusammenarbeit mit VGM“[5]
- 14. Mai 2012 – 17. Juni 2012 „Helmut Reibig zum 100. Geburtstag“[5]
- 01. März 2012 – 01. Mai 2012 „Schätze der Stadt – Neuzugänge aus Meißner Familien und Firmen“[5]